# Expeditionen (TV-serie)
Expeditionen är en äventyrsserie i realityformat som hade premiär på TV4 den 24 oktober 2019. Seriens första säsong består av 8 avsnitt. Serien handlar om sex kändisar som tillsammans ska bestiga berget Lobuche Peak, 6119 meter över havet, i Himalaya. Till sig hjälp kommer de att ha äventyraren Johan Ernst Nilson.
Säsong två har premiär under hösten 2022.

## Deltagare

### Säsong 1
- Mikael Persbrandt (skådespelare)
- Stefan Larsson (teaterregissör)
- Sanna Kallur (före detta friidrottare)
- Nils Holmqvist (väderpresentatör)
- Josefine "Little Jinder" Jinder (popartist)
- Dominika Peczynski (före detta artist och programledare)

### Säsong 2
Källa: 
- Nikki Amini (marknadsförare)
- Anja Pärson (före detta alpin skidåkare)
- Carin Götblad (före detta länspolismästare)
- Patrik Arve (sångare)
- Gustaf Hammarsten (skådespelare)
- Daniel Boyacioglu (poet)